# Myinodes interpunctaria
Myinodes interpunctaria là một loài bướm đêm trong họ Geometridae.